# Skarn

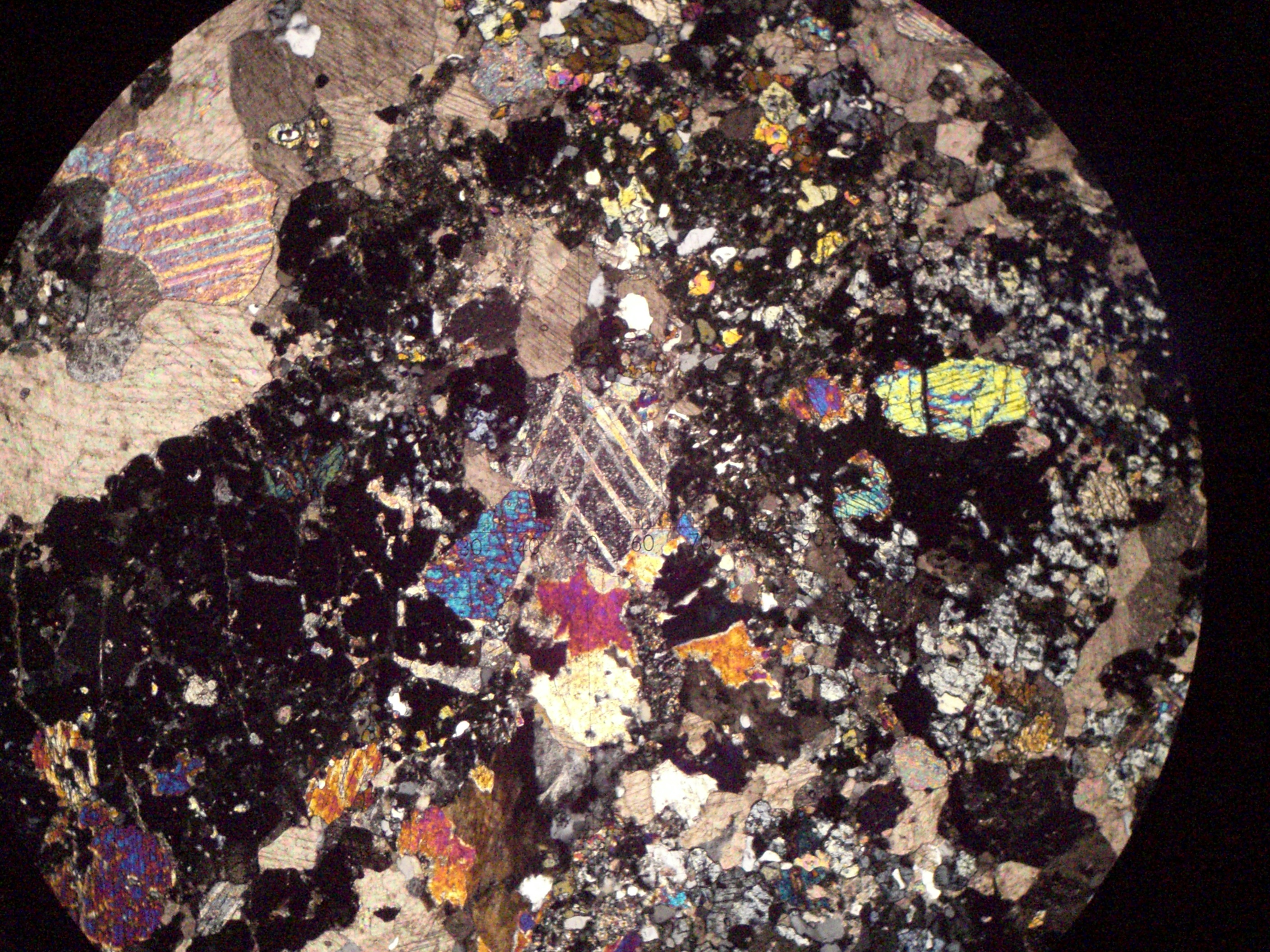
Skarn visat i mikroskop.

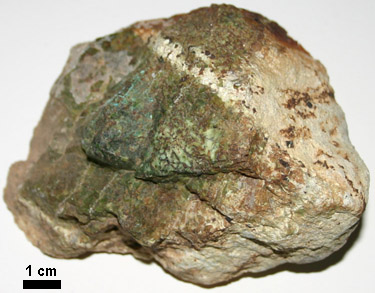
Hand sample of skarn containing serpentinite from the edge of the Alta Stock, Little Cottonwood Canyon, Utah

Skarn är en ursprungligen svensk bergsmannaterm. Ordet syftar på ansamlingar av kalciumsilikatmineral som ofta finns tillsammans med malmerna i Bergslagen och som ersätter kalksten från paleoproterozoisk ålder i Persbergs gruvdistrikt i Sverige. Numera är skarn ett vedertaget begrepp över hela världen, och man avser då förekomsten av olika kalciumsilikater.
Skarner kan bildas genom metamorf omkristallisation av orena karbonatprotoliter, bimetasomatisk reaktion av olika litologier och infiltrationsmetasomatism av magmatisk-hydrotermiska vätskor. Skarn tenderar att vara rikt på mineraler som innehåller kalcium, magnesium, järn, mangan och aluminiumsilikat, vilka också kallas kalksilikatmineraler. Dessa mineraler bildas som ett resultat av förändringar som uppstår när hydrotermiska vätskor interagerar med en protolit av antingen magmatiskt eller sedimentärt ursprung. I många fall är skarn förknippade med förekomsten av en granitintrusion i och runt förkastningar eller skjuvzoner, vilken vanligtvis tränger in i ett karbonatlager som består av antingen dolomit eller kalksten. Skarn kan bildas genom regional eller kontaktmetamorfos och bildas därför vid relativt höga temperaturer. De hydrotermiska vätskorna förknippade med de metasomatiska processerna kan ha olika ursprung, inklusive magmatisk, metamorf, meteorisk, marin eller en blandning av dessa. Det resulterande skarnet kan bestå av en mängd olika mineraler som är starkt beroende av både den ursprungliga sammansättningen av den hydrotermiska vätskan och den ursprungliga sammansättningen av protoliten.
Typiska mineral i skarn är diopsid (pyroxen), vesuvianit, grunerit/aktinolit/tremolit/hornblände (amfiboler), kalkspat (kalcit), kalciumrika granater med mera. Skarnet är vanligen grön- eller rödfärgat, ibland grått, svart, brunt eller vitt.

## Etymologi
Ordet skarn betyder även "avskräde" eller avfall. Ursprungligen kommer ordet ur likalydande fornsvenska skarn, som betyder "något som avskilts". Det har möjligen sin rot i grekiska σκῶρ (genitiv σκατός, skatós) med betydelsen exkrementer. I äldre svenska har ordet i överförd bemärkelse även, i likhet med fnask (även det med ursprungsbetydelsen "avskräde") haft betydelsen prostituerad. League of Legends-rollfiguren Skarner fick sitt namn från denna sten.

## Petrologi
Skarn består av kalcium-järn-magnesium-mangan-aluminiumsilikatmineraler. Skarnfyndigheter är ekonomiskt värdefulla som källor till metaller som tenn, volfram, mangan, koppar, guld, zink, bly, nickel, molybden och järn. Ett skarn bildas av en mängd olika metasomatiska processer under metamorfosen mellan två intilliggande litologiska enheter. Skarner kan bildas i nästan vilken stentyp som helst, som exempelvis skiffer, granit eller basalt, men majoriteten av skarn finns i karbonatstenar som innehåller kalksten eller dolomit. Det är vanligt att hitta skarn nära intrusioner, längs förkastningar och stora skjuvzoner, i grunda geotermiska system och på havsbotten. Den specifika mineralogin av skarn är starkt relaterad till protolitens mineralogi.
Skarnmineralogin domineras av granat och pyroxen med en mängd olika kalksilikat och associerade mineraler, som idokras, wollastonit, aktinolit, magnetit eller hematit, epidot och skapolit. Eftersom skarn bildas av kiseldioxidrika vattenhaltiga vätskor fyllda med inkompatibla element, finns en mängd ovanliga mineraltyper i skarn, såsom turmalin, topas, beryl, korund, fluorit, apatit, baryt, strontianit, tantalit och anglesit.

## Klassificering
Skarn kan delas upp beroende på specifika kriterier. Ett sätt att klassificera ett skarn är genom dess protolit (ursprungsbergart). Om protoliten är av sedimentärt ursprung kan den betecknas som ett exoskarn och om protoliten är magmatisk kan den kallas endoskarn. Ytterligare klassificering kan göras baserat på protoliten genom att observera skarnets dominerande sammansättning och den resulterande förändringssammansättningen. Om skarnet innehåller mineraler som olivin, serpentin, flogopit, magnesiumklinopyroxen, ortopyroxen, spinell, pargasit och mineraler från humitgruppen är det karakteristiskt för en dolomitprotolit och kan klassas som ett magnesianskt skarn. Den andra klassen, kallad kalkhaltiga skarn, är ersättningsprodukterna av en kalkstensprotolit med dominerande mineralsammansättningar som innehåller granat, klinopyroxen och wollastonit.
Bergarter som innehåller granat eller pyroxen som huvudfaser, och som också är finkorniga, saknar järn och har skarnliknande utseende, brukar benämnas skarnoid. Skarnoid är därför mellanstadiet mellan en finkornig hornfels och en grovkornig skarn.

### Skarns malmfyndigheter
Metallmalmavlagringar som har skarn som gråberg kallas skarnavlagringar och kan bildas genom valfri kombination av sluten metamorfos eller öppen systemmetasomatism, även om de flesta skarnavlagringar tros vara relaterade till magmatisk-hydrotermiska system. Skarnfyndigheter klassificeras efter deras dominerande ekonomiska element, till exempel en kopparskarnfyndighet eller en molybdenskarnfyndighet.

### Fe (Cu, Ag, Au) skarnavlagringar
Den tektoniska miljön för kalcitiska järnskarn tenderar att vara de oceaniska öbågarna. Värdstenarna tenderar att, i samband med inträngande kalkstenslager, sträcka sig från gabbro till syenit. Den tektoniska miljön för magnesiumjärnskarn tenderar att vara de kontinentala ytterzonerna. Värdbergarterna tenderar att vara granodiorit till granit förknippade med inträngande dolomit och dolomitiska sedimentära bergarter. Magnetit är den huvudsakliga malmen i dessa typer av skarnavlagringar som ger från 40 till 60 procent. Kalkopyrit, bornit och kis utgör mindre malmådror.

### Cu (Au, Ag, Mo, W) skarnavlagringar
Den tektoniska miljön för kopparavlagringar tenderar att vara intrusioner av andintyp som tränger in i äldre karbonatlager vid kontinentala ytterzoner. Värdstenarna tenderar att vara kvartsdiorit och granodiorit. Pyrit, kopparkis och magnetit finns vanligtvis i högre mängder.

## Bildning

### Två typer
Generellt finns det två typer av skarner som bildas: exoskarn och endoskarn.
Exoskarn är vanligare och bildas på utsidan av en inträngande kropp som kommer i kontakt med en reaktiv bergart. De bildas när vätskor som blir över från kristalliseringen av intrånget stöts ut från massan vid de avtagande stadierna av placeringen, i en process som kallas kokning. När dessa vätskor kommer i kontakt med reaktiva bergarter, vanligtvis karbonater som kalksten eller dolomit, reagerar vätskorna med dem och producerar förändring (infiltrationsmetasomatism).
Endoskarn bildas i den inträngande kroppen där sprickbildning, kylfogar och lagerverk har producerats, vilket resulterar i ett genomsläppligt område. Detta permeabla område kan förändras av vätskor som ursprungligen kommer från själva intrånget, efter att ha interagerat med omgivande stenar (protolit). Sålunda spelar både kompositionen och texturerna av protoliter en viktig roll i bildandet av det resulterande skarnet. Endoskarn anses vara sällsynta.

### Reaktionsskarn, bildning och förekomst
Reaktionsskarn bildas från isokemisk metamorfism som sker på tunt mellanskiktade sedimentära enheter, via småskaligt (i storlek några centimeter) metasomatiskt utbyte mellan intilliggande enheter. Skarnoider är kalksilikatstenar som är finkorniga och järnfattiga. Skarnoider tenderar att finnas mellan hornfels och grovkornigt skarn. Skarnoider återspeglar vanligtvis protolitens sammansättning.
De flesta stora skarnavlagringar har genomlevt en övergång från tidig metamorfism – som bildar hornfels, reaktionsskarn och skarnoider – till sen metamorfos, som bildar relativt grövre korniga, malmbärande skarn. Magmaintrånget utlöser kontaktmetamorfos i den omgivande regionen och resulterar i hornfels. Omkristallisationen och fasförändringen av hornfels speglar sammansättningen av protoliten. Efter bildandet av hornfels inträffar metasomatism som involverar hydrotermiska vätskor från en källa som är magmatisk, metamorf, marin, meteorisk eller en blandning av dessa. Denna process kallas isokemisk metamorfism och kan resultera i produktionen av ett brett spektrum av kalksilikatmineraler som bildas i orena litologiska enheter och längs vätskegränser där småskalig metasomatism förekommer (argillit, kalksten och bildning av bandjärn).
De skarnavlagringar som anses ha ekonomisk betydelse genom att innehålla värdefulla metaller är ett resultat av storskalig metasomatism, där vätskesammansättningen styr skarnet och dess malmmineralogi. De är relativt grovkorniga och speglar inte starkt sammansättningen av protolit eller omgivande bergarter.
Sällsynta typer av skarn bildas i kontakt med sulfid- eller kolhaltiga bergarter som svart skiffer, grafitskiffer, bandformade järnformationer och ibland salt eller evaporiter. Här reagerar vätskor mindre via kemiskt utbyte av joner, utan på grund av väggstenarnas reduktionsspotential.

## Malmfyndigheter
De viktigaste ekonomiska metallerna som kommer från skarnavlagringar är koppar, volfram, järn, tenn, molybden, zink, bly och guld. Andra mindre ekonomiska beståndsdelar är uran, silver, bor, fluor och sällsynta jordartsmetaller. Några exempel på de stora ekonomiska skarnfyndigheterna, både nuvarande och historiska, är:
- Järnskarn: Dashkesan-gruvan, Azerbajdzjan
- Kopparskarn: Bingham Canyon Mine, Utah, USA
- Volframskarn: Sangdonggruvan, Sydkorea
- Guldbärande skarn: Hedley Mascot Mine, British Columbia, Kanada
- Zink-bly-skars: Santa Eulalia, Chihuahua, Mexiko
- Nickelskarn: Avebury Mine, Zeehan, Tasmanien, Australien
- Molybdenskarn: Yangchiachangtze-gruvan, Kina